# だし (戦国時代)
だしまたは荒木 だし（あらき だし、永禄元年（1558年）? - 天正7年12月16日（1580年1月2日））は、戦国時代の女性。摂津有岡城主・荒木村重の妻。正室か側室かは不明だが、嫡男・村次の母は北河原氏であり、だしのことを妾とした史料もあることから正室の可能性は低いとされる。

## 出自・名称
出自に関しては『立入左京亮宗継入道隆佐記』には「大坂にて川那う左衛門尉と申す娘」とあり、｢川那う｣が名字で｢川那部｣の誤記ではないかとされ、石山本願寺に仕えた川那部氏の娘と考えられる。母親は田井源介の娘。荒木村重は当初、摂津池田城主・池田勝正の家臣として仕え、池田長正の娘を娶り一族衆となっていたため、村重の正室は池田長正の娘となるが、だしは天正7年（1579年）の時点で21歳または24歳とされており、年齢的に村重と20歳以上離れており、継室または側室であった可能性が高い。村重の嫡子・村次は正室に明智光秀の娘を迎えているため、年齢的にだしの子では無い事は明らかである。有岡城落城時に2歳であったという岩佐又兵衛は、年齢的にはだしの子である可能性があるが、不明である。
また呼称のだしの由来については『立入左京亮宗継入道隆佐記』によると、城郭の出し（出丸、出城）に居住していたゆえの命名らしく、本名は「ちよほ」（一説には「梶」）である。
一方でダシというキリスト教の受洗名（Daxi）であり、この女性はキリシタンであったという説もあるが､東京大学名誉教授の辻惟雄は､だしが処刑される時に残した数多くの歌の中には､阿弥陀と西方浄土への憧れを詠んだものがあることからキリシタン説には疑問があるとしている｡

## 人物
天正6年（1578年）、夫の村重が織田信長に対して謀反を起こした（有岡城の戦い）。村重は信長の軍勢に果敢に抵抗したが、天正7年（1579年）9月2日に有岡城を抜け出し、これで抗戦能力を失った有岡城は後の指揮を任されていた荒木久左衛門が11月19日に及んで開城し、だしは織田軍の捕虜となった。信長は有岡開城に際し、久左衛門に対して荒木一族と有岡の将兵の助命条件として尼崎城にいる村重の説得と開城を申し付けた。ところが村重は説得に応じずに抵抗を続け、さらに久左衛門らは信長の追及を恐れて逐電した。村重やその家臣らの無節操な行為に信長は激怒し、甥の津田信澄にだしら37名の荒木一族を京都に護送させ、12月16日に六条河原で処刑した。
『信長公記』には「たしと申はきこへ有る美人」、『立入左京亮宗継入道隆佐記』には「一段美人に候」「いまやうきひ（今楊貴妃）」と評される評判の美女であった。『信長公記』には、護送の車より降りた後、帯を締め直し、髪を高く結い直し、小袖の襟を開いて、従容と首を差し出した様子が記されている。年齢は、『信長公記』では21歳、『立入左京亮宗継入道隆佐記』では24歳とされる。だしの妹二人も村重の郎党に嫁いでいたため、ともに六条河原で処刑されている。
この3日前の12月13日には尼崎城外の七松で人質122人が磔に、512人は四軒の家に押し込められて焼殺された。だしの死後も村重は信長に対して抵抗を続けるが、天正8年（1580年）3月に船で毛利領に逃走し、村重の反乱は終焉した。

## 辞世
- きゆる身はおしむべきにも無き物を 母のおもひぞさはりとはなる（『信長公記』）
- 残しをくそのみどり子の心こそ おもひやられてかなしかりけり（『信長公記』）
- のこし置そのみどり子の心こそ すて置し身のさはりともなれ（『左京亮宗継入道隆佐記』）
- 木末よりあだにちりにし桜花 さかりもなくてあらしこそふけ（『信長公記』）
- みがくべき心の月のくもらねば ひかりとともににしへこそ行（『信長公記』、『左京亮宗継入道隆佐記』）
- 書置も袖やぬれけんもしほ草 きえはてし身のかたみ共なれ（『左京亮宗継入道隆佐記』）

## だしが登場する作品
- 羽山信樹「我やさき、人やさき」（新人物往来社『滅びの将』収録→小学館文庫『滅びの将』収録）
- 軍師官兵衛（2014年、NHK）演：桐谷美玲